# Kolín
Kolín je mesto z okoli 30.000 prebivalci v Osrednječeškem okraju, ki leži ob reki Labi okoli 55 km vzhodno od Prage.

## Zgodovina
Ptolemajev zemljevid sveta omenja Kolin – Budorgis v 2. stoletju.
V 12. in 13. stoletju so območje naselili nemški kolonisti. Ko so ga Nemci zapustili in odšli na zahod, so ga kolonizirali Slovani. Kolín je ustanovil kralj Otokar II. Přemysl v 13. stoletju in je bil prvič omenjen leta 1261. Leta 1437 so tukaj zgradili tudi grad. Med letoma 1475 in 1488 je Hynek iz Strážnic, renesančni pisatelj in sin kralja Jurija Podebradija, živel v Kolinu na gradu.
Med sedemletno vojno je bila tu leta 1757 kolinska bitka.
Leta 1944 so med naftno kampanjo v drugi svetovni vojni bombardirali rafinerijo. Tukaj so izdelovali zyklon B za nacistična koncentracijska taborišča. Pretežno nemško prebivalstvo, ki je živelo tu, so izgnali po drugi svetovni vojni.

## Kolín danes
Spomladi leta 2005 je v Kolinu nastala nova avtomobilska tovarna, ki jo je odprl konzorcij TPCA na severnem robu mesta. Zaposluje 3000 ljudi, stala je približno 1,5 milijarde evrov in ima letno zmogljivost 300.000 vozil.

## Geografija
Kolín leži v osrednjem območju Češke, približno 55 kilometrov vzhodno od Prage, ob bregovih reke Labe, kjer reka naredi širok okljuk in spremeni svojo smer od zahoda proti severu. Leži na robu labske nižine, ki se razteza severno in vzhodno od mesta in pripada Středolabské krovu. Od juga in zahoda do mesta segajo pobočja češkomoravskega hribovja. Severovzhodno od mesta so vinogradi (237 m nmv) Východolabská tabule. Središče mesta je na skali na levem bregu Labe.
Mesto leži na območju poplavnih gozdov, zdaj z državnim odlokom zavarovanega območja Veltrubský Luh. Tudi vzhodno od mesta je naravni spomenik Kolínské tůně, več jezer, ostankov nekdanjega meandra reke Labe. Razlog za zaščito habitata sta vodna flora in favna. Botanična raziskava iz leta 1986 opozarja na 157 vrst rastlin, od katerih so tri zaščitene, rumeni blatnik, beli lokvanj (Nymphaea alba L.) in rumena močvirska perunika. 

## Znamenitosti
Zgodovinsko središče mesta je bilo leta 1989 dano na seznam urbanističnih spomenikov Češke kot dobro ohranjeno mestno območje.
- Karlov trg in okoliške ulice,
- Judovska četrt s sinagogo iz leta 1642,
- Staro judovsko pokopališče v Kolinu so uporabljali med 1418 in 1888. Z okoli 2600 grobovi je drugo največje in drugo najstarejše judovsko pokopališče na Češkem,
- cerkev svetega Jerneja, Kolin iz 13. stoletja, ki jo je zgradil Peter Parler in obnovil Josef Mocker. Sliko v glavnem oltarju je naredil Josef Kramolín,
- ostanki mesta, palače, nekdanja grajska pivovarna,
- Kolinska řepařská dražka, najstarejša železnica na Češkem je danes muzejska železnica.

- Cerkev svetega Jerneja
- Cerkev pred Novim mostom
- Judovska četrt
- Spomenik dekanu Hynku von Ronovu (1421)
- Novi Kolín in Stari Kolín ob Labi (levo zgoraj) leta 1900, Franciscejski kataster

## Pomembni prebivalci
- Štěpán Kolínský, (1360–1406), češki reformator, rektor Karlove univerze v Pragi
- Jakub Krčín iz Jelčan, graditelj ribnikov in jezov 16. stoletja
- Jan Rosacius, duhovnik in pisatelj iz 17. stoletja
- Karel Leger, pesnik iz 19. stoletja
- Otokar Fischer (1883–1938), dramatik, prevajalec, pesnik in kritik
- Josef Svatopluk Machar, pisatelj 20. stoletja
- Josef Sudek, češki fotograf, najbolj znan po svojih srhljivih nočnih pokrajinah v Pragi
- Frank Daniel, češki scenarist, učitelj, producent in režiser
- František Kmoch, skladatelj in dirigent
- Vojen Wilhelm Cech (Colini), češko-ameriški nadrealistični slikar, častni meščan Kolina
- Jan Novák, češko-ameriški pisatelj in dramatik
- Miloš Zeman, predsednik Češke republike
- Peter Parler (1330 ali 1333–1399), arhitekt in graditelj cerkve
- Bedřich Hrozný (1879–1952), češki lingvist in orientalist
- Ambrož Hradecký († 1439), češki husitski duhovnik in politik
- František Kmoch (1848–1912), skladatelj

## Partnerska mesta
- Nizozemska, De Ronde Venen, Nizozemska
- Švica, Dietikon, Švica
- Nemčija, Gransee, Nemčija
- Nemčija, Kamenz, Nemčija
- Poljska, Lubań, Poljska
- Slovaška, Rimavská Sobota, Slovaška